# Øivin Fjeldstad
Øivin Fjeldstad est un chef d'orchestre et violoniste norvégien né le 2 mai 1903 à Oslo, ville où il est mort le 16 octobre 1983.

## Biographie
Øivin Fjeldstad naît le 2 mai 1903 à Oslo,.
Il étudie au Conservatoire d'Oslo, où il est élève de Gustav Fredrik Lange (en), entre 1913 et 1923, puis fait carrière comme violoniste à partir de 1921. Entre 1923 et 1945, il est violon solo de l'Orchestre philharmonique d'Oslo.
Parallèlement, il travaille avec Walther Davisson (en) à Leipzig, en 1928, et fait ses débuts comme chef à Oslo en 1931. À la direction d'orchestre, il travaille avec Clemens Krauss à Berlin. Sa carrière de chef prend son essor après la Seconde Guerre mondiale,.
En 1946, Øivin Fjeldstad est nommé chef permanent de l'Orchestre de la radio norvégienne, jusqu'en 1962. Entre 1958 et 1960, il est ensuite directeur musical de l'Opéra d'État norvégien, nouvellement créé. Personnalité importante de la vie musicale en Norvège, il est directeur musical de l'Orchestre philharmonique d'Oslo entre 1962 et 1969,.
Au disque, il réalise plusieurs enregistrements à la tête de l'Orchestre symphonique de Londres et de l'Orchestre philharmonique d'Oslo, notamment dans le répertoire de la musique scandinave. On lui doit également le premier enregistrement intégral du Crépuscule des dieux de Richard Wagner, en 1956, avec Kirsten Flagstad et Set Svanholm en solistes,.
Øivin Fjeldstad meurt le 16 octobre 1983 à Oslo,. Il était chevalier de première classe de l’ordre de Saint-Olaf,.

## Distinctions
- Chevalier de 1re classe de l'ordre de Saint-Olaf